# Welcome to the Internet
Welcome to the Internet è il quarto EP del gruppo musicale russa Little Big e del cantautore statunitense Oliver Tree, pubblicato il 30 settembre 2021 dalla Atlantic Records.

## Descrizione
L'EP contiene 4 brani di cui 2 singoli registrati. Durante un'intervista il frontman dei Little Big, Il'ja Prusikin, ha dichiarato che inizialmente dovevano semplicemente registrare il singolo The Internet a Los Angeles. In seguito assieme Oliver Tree hanno deciso di registrare altre canzoni, nel periodo in cui il rapper statunitense si trovava in Russia.

## Tracce
1. The Internet – 3:15
2. Turn It Up (feat. Tommy Cash) – 2:09
3. Rampampam – 2:38
4. You're Not There – 2:00